# Лудвиг III (Хесен-Дармщат)
Лудвиг III фон Хесен унд бай Райн (на немски: Ludwig III von Hessen und bei Rhein;; * 9 юни 1806, Дармщат; † 13 юли 1877, Зехайм) е велик херцог на Хесен (1848 – 1877).

## Биография
Той е най-възрастният син на Лудвиг II, велик херцог на Хесен-Дармщат (1877 – 1848), и съпругата му Вилхелмина, принцеса на Баден (1788 – 1836), дъщеря на наследствения принц Карл Лудвиг фон Баден. Той е брат на руската императрица Мария Александровна (1824 – 1880), на Карл (1809 – 1877) и Александър (1823 – 1888), бащата на българския княз Александър I Батенберг.
Лудвиг III получава военно обучение и следва две години в университета в Лайпциг. По време на Мартенската революция на 5 март 1848 г. той става сърегент на баща си Лудвиг II.
След втората му (морганатична) женитба през 1868 г. Лудвиг III се оттегля от обществения живот и наследникът му Лудвиг IV поема управлението.

## Фамилия
Първи брак: на 26 декември 1833 г. в Мюнхен с принцеса Матилда Каролина Баварска (* 30 август 1813, Аугсбург; † 25 май 1862, Дармщат), дъщеря на баварския крал Лудвиг I. Бракът е бездетен.
Втори брак: след смъртта на първата му съпруга Лудвиг III се жени втори път на 20 юни 1868 г. в Дармщат морганатически за балерината Анна Магдалена Апел (* 8 март 1846, Дармщат; † 19 декмеври 1917, Висбаден), която издигат на „фрайфрау фон Хохщетен“. Бракът е бездетен. Двамата живеят в двореца Брауншардт (днес във Вайтерштадт).

## Галерия
- Матилда Каролина Баварска
- Анна Магдалена Апел
- Лудвиг III, 1845
- Дворец Брауншардт